# Coupe de France de cyclisme sur route 2016
Navigation
Coupe de France 2015 Coupe de France 2017
La Coupe de France de cyclisme sur route 2016 est la 25e édition de la Coupe de France de cyclisme sur route. Elle débute le 31 janvier avec le Grand Prix d'ouverture La Marseillaise et se termine le 2 octobre avec le Tour de Vendée. Pour cette édition, le calendrier est inchangé par rapport à l'année précédente.

## Attribution des points

### Classements individuels
Pour la première fois, tous les coureurs peuvent marquer des points, et non plus seulement les coureurs français et/ou d'une équipe française. Le classement général s'établit par l'addition des points ainsi obtenus. Les coureurs de moins de 25 ans concourent pour le classement du meilleur jeune.
| Position | 1  | 2  | 3  | 4  | 5  | 6  | 7  | 8  | 9  | 10 | 11 | 12 | 13 | 14 | 15 |
| Points   | 50 | 35 | 25 | 20 | 18 | 16 | 14 | 12 | 10 | 8  | 6  | 5  | 3  | 3  | 3  |

### Classement par équipes
Le classement par équipes est établi de la manière suivante. Lors de chaque course, on additionne les places des trois premiers coureurs de chaque équipe. L'équipe avec le total le plus faible reçoit 12 points au classement des équipes, la deuxième équipe en reçoit neuf, la troisième équipe en reçoit huit et ainsi de suite jusqu'à la neuvième équipe qui marque deux points. Seules les équipes françaises marquent des points.
| Position | 1  | 2 | 3 | 4 | 5 | 6 | 7 | 8 | 9 |
| Points   | 12 | 9 | 8 | 7 | 6 | 5 | 4 | 3 | 2 |

## Résultats
| Date         | Course                                 | Vainqueur            | Équipe                                | Leader du classement individuel | Leader du classement par équipes |
| 31 janvier   | Grand Prix d'ouverture La Marseillaise | Dries Devenyns       | IAM                                   | Dries Devenyns                  | FDJ                              |
| 19 mars      | Classic Loire-Atlantique               | Anthony Turgis       | Cofidis                               | Anthony Turgis Dries Devenyns   | Cofidis                          |
| 20 mars      | Cholet-Pays de Loire                   | Rudy Barbier         | Roubaix Métropole européenne de Lille | Baptiste Planckaert             | Armée de Terre                   |
| 1er avril    | Route Adélie de Vitré                  | Bryan Coquard        | Direct Énergie                        | Baptiste Planckaert             | Armée de Terre                   |
| 3 avril      | Paris-Camembert                        | Cyril Gautier        | AG2R La Mondiale                      | Baptiste Planckaert             | Armée de Terre                   |
| 14 avril     | Grand Prix de Denain                   | Daniel McLay         | Fortuneo-Vital Concept                | Baptiste Planckaert             | Armée de Terre                   |
| 16 avril     | Tour du Finistère                      | Baptiste Planckaert  | Wallonie Bruxelles-Group Protect      | Baptiste Planckaert             | Cofidis                          |
| 17 avril     | Tro Bro Leon                           | Martin Mortensen     | ONE                                   | Baptiste Planckaert             | FDJ                              |
| 24 avril     | Roue tourangelle                       | Samuel Dumoulin      | AG2R La Mondiale                      | Baptiste Planckaert             | Cofidis                          |
| 28 mai       | Grand Prix de Plumelec-Morbihan        | Samuel Dumoulin      | AG2R La Mondiale                      | Baptiste Planckaert             | Cofidis                          |
| 29 mai       | Boucles de l'Aulne                     | Samuel Dumoulin      | AG2R La Mondiale                      | Samuel Dumoulin                 | Cofidis                          |
| 31 juillet   | Polynormande                           | Baptiste Planckaert  | Wallonie Bruxelles-Group Protect      | Samuel Dumoulin                 | Cofidis                          |
| 4 septembre  | Grand Prix de Fourmies                 | Marcel Kittel        | Etixx-Quick Step                      | Samuel Dumoulin                 | Cofidis                          |
| 11 septembre | Tour du Doubs                          | Samuel Dumoulin      | AG2R La Mondiale                      | Samuel Dumoulin                 | Cofidis                          |
| 18 septembre | Grand Prix d'Isbergues                 | Kristoffer Halvorsen | Joker Byggtorget                      | Samuel Dumoulin                 | Armée de Terre                   |
| 2 octobre    | Tour de Vendée                         | Nacer Bouhanni       | Cofidis                               | Samuel Dumoulin                 | HP BTP-Auber 93                  |

## Classements

### Classement individuel
| #  | Coureur             | Équipe                                | Pts |
| -- | ------------------- | ------------------------------------- | --- |
| 1  | Samuel Dumoulin     | AG2R La Mondiale                      | 348 |
| 2  | Baptiste Planckaert | Wallonie Bruxelles-Group Protect      | 330 |
| 3  | Romain Feillu       | HP BTP-Auber 93                       | 123 |
| 4  | Bryan Coquard       | Direct Énergie                        | 122 |
| 5  | Rudy Barbier        | Roubaix Métropole européenne de Lille | 112 |
| 6  | Clément Venturini   | Cofidis                               | 104 |
| 7  | Julien Duval        | Armée de Terre                        | 102 |
| 8  | Nacer Bouhanni      | Cofidis                               | 85  |
| 9  | Arthur Vichot       | FDJ                                   | 74  |
| 10 | Daniel McLay        | Fortuneo-Vital Concept                | 70  |

### Classement individuel des jeunes
| #  | Coureur              | Équipe                                | Pts |
| -- | -------------------- | ------------------------------------- | --- |
| 1  | Bryan Coquard        | Direct Énergie                        | 122 |
| 2  | Rudy Barbier         | Roubaix Métropole européenne de Lille | 112 |
| 3  | Clément Venturini    | Cofidis                               | 104 |
| 4  | Daniel McLay         | Fortuneo-Vital Concept                | 70  |
| 5  | Anthony Turgis       | Cofidis                               | 68  |
| 6  | Loïc Chetout         | Cofidis                               | 55  |
| 7  | Kristoffer Halvorsen | Joker Byggtorget                      | 50  |
| 8  | Yannis Yssaad        | Armée de Terre                        | 50  |
| 9  | Thomas Boudat        | Direct Énergie                        | 47  |
| 10 | David Menut          | HP BTP-Auber 93                       | 45  |

### Par équipes
| # | Équipe                                | Pts |
| - | ------------------------------------- | --- |
| 1 | HP BTP-Auber 93                       | 108 |
| 2 | Armée de Terre                        | 106 |
| 3 | Cofidis                               | 103 |
| 4 | FDJ                                   | 83  |
| 5 | Fortuneo-Vital Concept                | 82  |
| 6 | AG2R La Mondiale                      | 80  |
| 7 | Direct Énergie                        | 76  |
| 8 | Roubaix Métropole européenne de Lille | 76  |
| 9 | Delko-Marseille Provence-KTM          | 60  |